# Slaget om Anholt
Slaget om Anholt (Mall:Lang-dk, engelska: Battle of Anholt) var ett misslyckat försök av Danmark-Norge att ta tillbaka kontrollen av ön Anholt i Kattegatt under Kanonbåtskriget 25-27 mars 1811.
Danmark-Norge hade tidigt under kriget släckt fyren på Anholt. Därför hade britterna placerat HMS Proselyte för att fungera som fyr en bit från ön. I januari 1809 gick fartyget på grund. Då beslutade sig Storbritannien att ta kontroll över ön, vilket de gjorde ledda av HMS Standard den 18 maj 1809. Kung Fredrik VI av Danmark deklarerade att det var högsta prioritet att återta ön. Försöket blev dock ett totalt misslyckande med omkring 30 döda och 638 tillfångatagna.